# Giuseppe Asclepi
Giuseppe Maria Asclepi (Macerata, 1706 – Rome, 1776) was een Italiaans astronoom. Hij was tevens een jezuïet en hoofd van het observatorium aan het Collegio Romano.

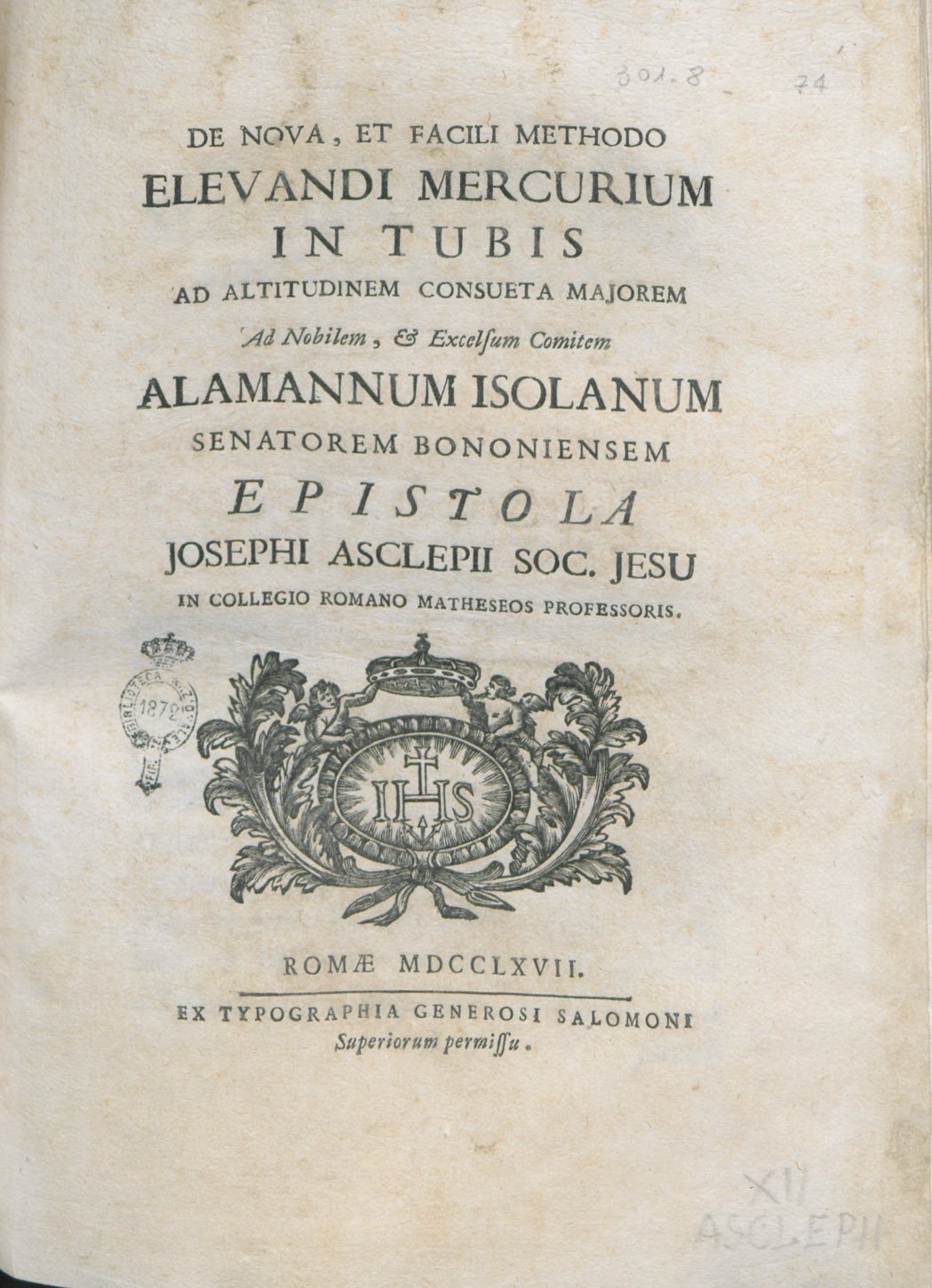
De nova et facili methodo elevandi Mercurium in tubis ad altitudinem consuetam maiorem, 1767

De krater Asclepi op de maan is naar hem genoemd.

## Werk
- De veneris per solem transitu exercitatio astronomica habita in Collegio Romano (Rome, 1761).
- De objectivi micrometri usu in planetarum diametris metiendis. Exercitatio optico-astronomica habita in Collegio Romano a Patribus Societatis Jesu (Rome, 1765).
- De cometarum motu exercitatio astronomica habita in collegio Romano patribus Societatis Jesu.Prid.Non.Septem (Rome, 1769).

- Bibliothèque nationale de France: cb12240755t (data)
- CiNii: DA17567097
- Gemeinsame Normdatei: 1054241503
- International Standard Name Identifier: 0000 0000 6122 0278
- Library of Congress Control Number: nr95031784
- Nationale en Universitaire bibliotheek Zagreb: 000478899
- Virtual International Authority File: 65460
- WorldCat: E39PBJq6TT4VtHvqJQ8y68Rh73